# 沙特阿拉伯历史
沙烏地阿拉伯始建于1750年的阿拉伯半岛中部地区，一名名为穆罕默德·本·沙特的当地国王与一名伊斯兰改革家穆罕默德·阿卜杜勒－瓦哈卜一起建立了新的政体。在之后的150多年中，沙烏地家族的势力时起时落，为争夺半岛的控制权不断地与埃及（其实为奥斯曼帝国半独立的一部分）、奥斯曼帝国发生冲突，并先后两次失去政权。现代沙烏地阿拉伯是由国王阿卜杜勒·阿齐兹·本·阿卜杜勒·拉赫曼·阿勒沙特所一手建立的。
1902年阿卜杜勒·阿齐兹率领一队人马从其家族避难地科威特出发，从敌对的拉希德家族手中一举夺回利雅得。在1913至1926年间，阿卜杜勒－阿齐兹相继征服了内志（纳季德）和汉志（希贾兹）两部分领土。1926年1月8日，阿卜杜勒－阿齐兹成为其统治的领土上的国王。1927年5月20日签署的《吉达条约》使得沙特阿拉伯正式脱离英国的统治独立。1932年9月22日，沙特阿拉伯正式宣布统一。1938年3月3日在沙特阿拉伯地底下所發現的石油永遠改變了這個國家的命運。

## 伊斯兰前阿拉伯
有证据显示人类在6万3千年前在阿拉伯半岛定居。

## 伊斯兰教的传播
伊斯兰教先知穆罕默德于570年生于麦加。他起初于610年布教，后于622年离开迁往麦地那。之后，他和他的追随者在以伊斯兰的旗帜统一了阿拉伯，并且在阿拉伯半岛创建了单一的阿拉伯穆斯林宗教。

## 阿拉伯帝国时代
尽管阿拉伯半岛在精神上具有重要性，但在政治方面，阿拉伯半岛很快成为穆斯林世界的边缘地区。在中世纪的不同时期，重要的伊斯兰国家位于大马士革、巴格达、开罗和科尔多瓦等遥远的城市。
第一位伍麦叶哈里发穆阿威叶一世，对于他的出生地麦加特别重视。他建造了众多建筑物和挖了井。

## 麦加謝里夫国
10世纪起，麦加的哈希姆家族开始在漢志发展势力。他们最初的主要统治地区是圣城麦加和麦地那。但是自13世纪起，开始扩展至汉志的其余地区。

### 鄂圖曼时代
鄂圖曼帝国对于该地区的扩张始于1517年塞利姆一世夺取麦加和麦地那。在16世纪，鄂圖曼帝国沿着红海海岸地区将汉志和阿西尔纳入帝国范围。